# حازم جودت
حازم جودت (عربی: حازم عدنان جودت أبو حسين؛ زادهٔ ۵ مارس ۱۹۸۴) بازیکن فوتبال اهل اردن بود.
از باشگاه‌هایی که در آن بازی کرده است می‌توان به باشگاه فوتبال هجر، باشگاه فوتبال صحار، باشگاه ورزشی الوحدات، و باشگاه فوتبال الشباب اردن اشاره کرد.
وی همچنین در تیم ملی فوتبال اردن بازی کرده است.